# N'écoutez pas
N'écoutez pas é o terceiro álbum de estúdio da banda Fly Pan Am, lançado a 6 de Setembro de 2004.
O álbum foi gravado e misturado por Thierry Amar, no Hotel2Tango em Abril de 2004.

## Faixas
1. "Brûlez suivant, suivante!" – 4:26
2. "Ex éleveurs de renards argentés" – 2:02
3. "Autant zig-zag" – 11:02
4. "Buvez nos larmes de métal" – 1:37
5. "Pas à pas step until" – 5:26
6. "…" – 2:12
7. "Très très 'retro'" – 11:02
8. "Vos rêves revers" – 6:04
9. "Ce sale désiré filé qui sortant de ma bouche" – 3:08
10. "Le faux pas aimer vous souhaite d'être follement ami" – 1:18

## Créditos
- Jonathan Parant – Guitarra, órgão, piano, vocal
- Felix Morel – Bateria, vocal
- Roger Tellier-Craig – Guitarra, órgão, vocal
- J.S. Truchy – Baixo, vocal